# Vlag van Quintana Roo
De vlag van Quintana Roo toont het wapen van Quintana Roo centraal op een witte achtergrond, waarbij de hoogte-breedteverhouding van de vlag net als die van de Mexicaanse vlag 4:7 is. De vlag is op 8 oktober 2013 officieel aangenomen  tijdens de ceremonie ter gelegenheid van de 39e verjaardag van de oprichting van deze entiteit.

## Geschiedenis

Vlag van de Republiek Yucatán.

De vlag is echter weinig te zien in de deelstaat; soms hangt men voor toeristische doeleinden de vlag van de Republiek Yucatán uit, maar de Mexicaanse vlag domineert het straatbeeld.
In oktober 2013, tijdens de viering van de 39e verjaardag van Quintana Roo als vrije en soevereine staat, ondertekende het hoofd van de uitvoerende macht, Roberto Borge Angulo, de akte van certificering van het decreet dat de staatsvlag creëerde, samen met de hoofden van de wetgevende en rechterlijke macht, respectievelijk José Luis Toledo Medina en Fidel Gabriel Villanueva Rivero.